# Salomon de Brosse

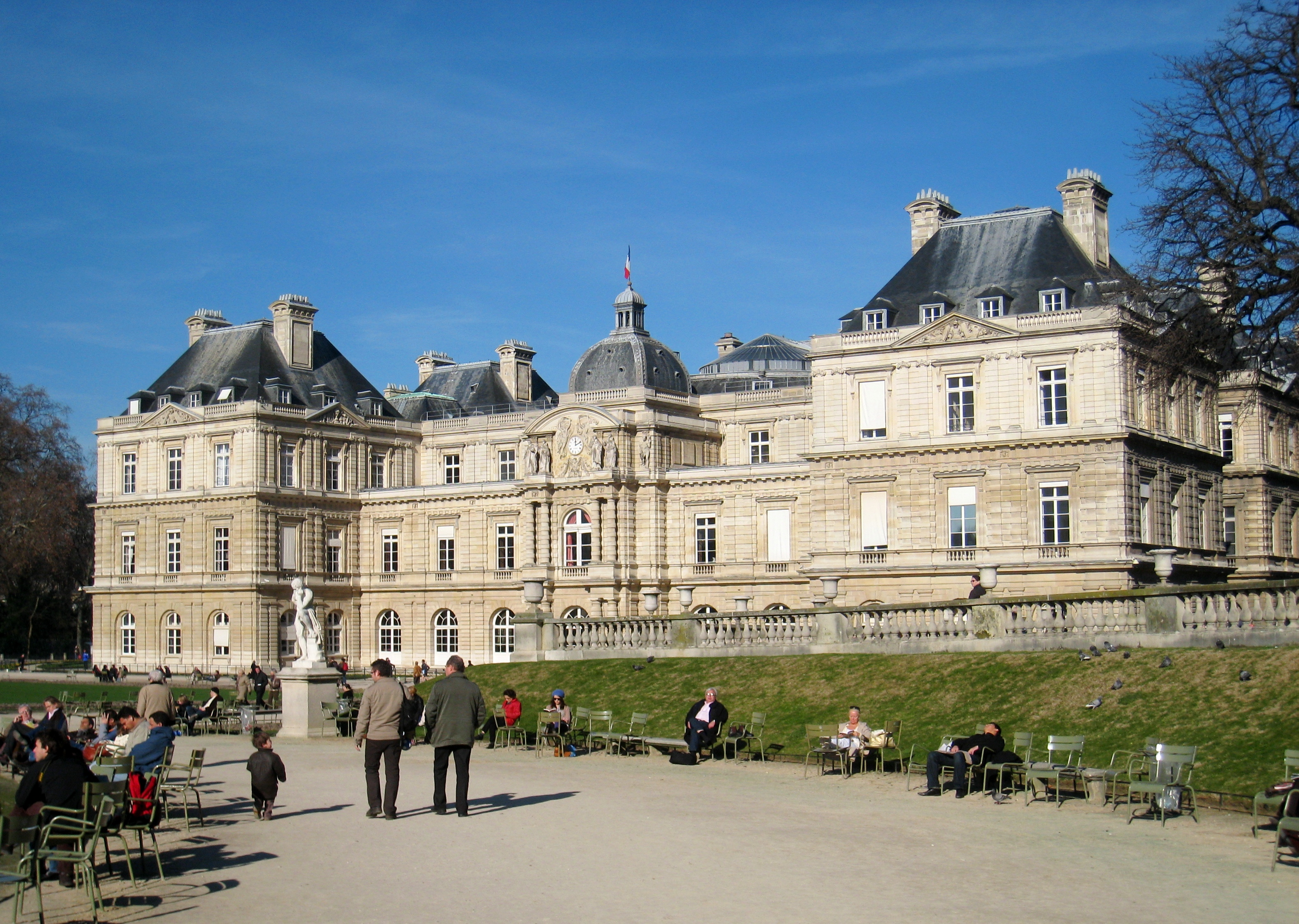
Pałac Luksemburski (fasada od ogrodu), 1615-24

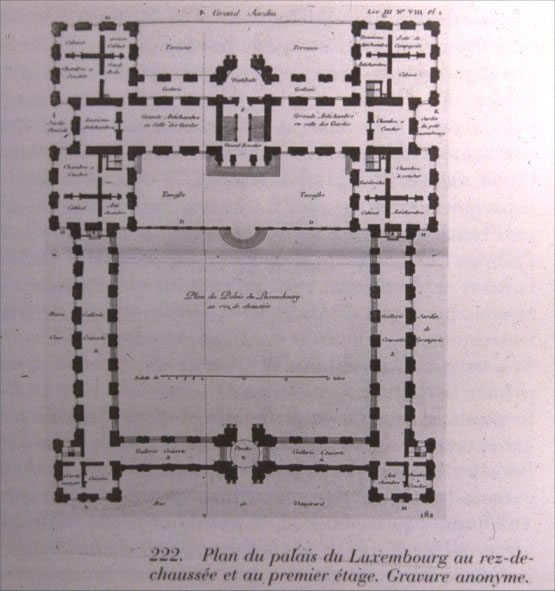
Pałac Luksemburski (plan)

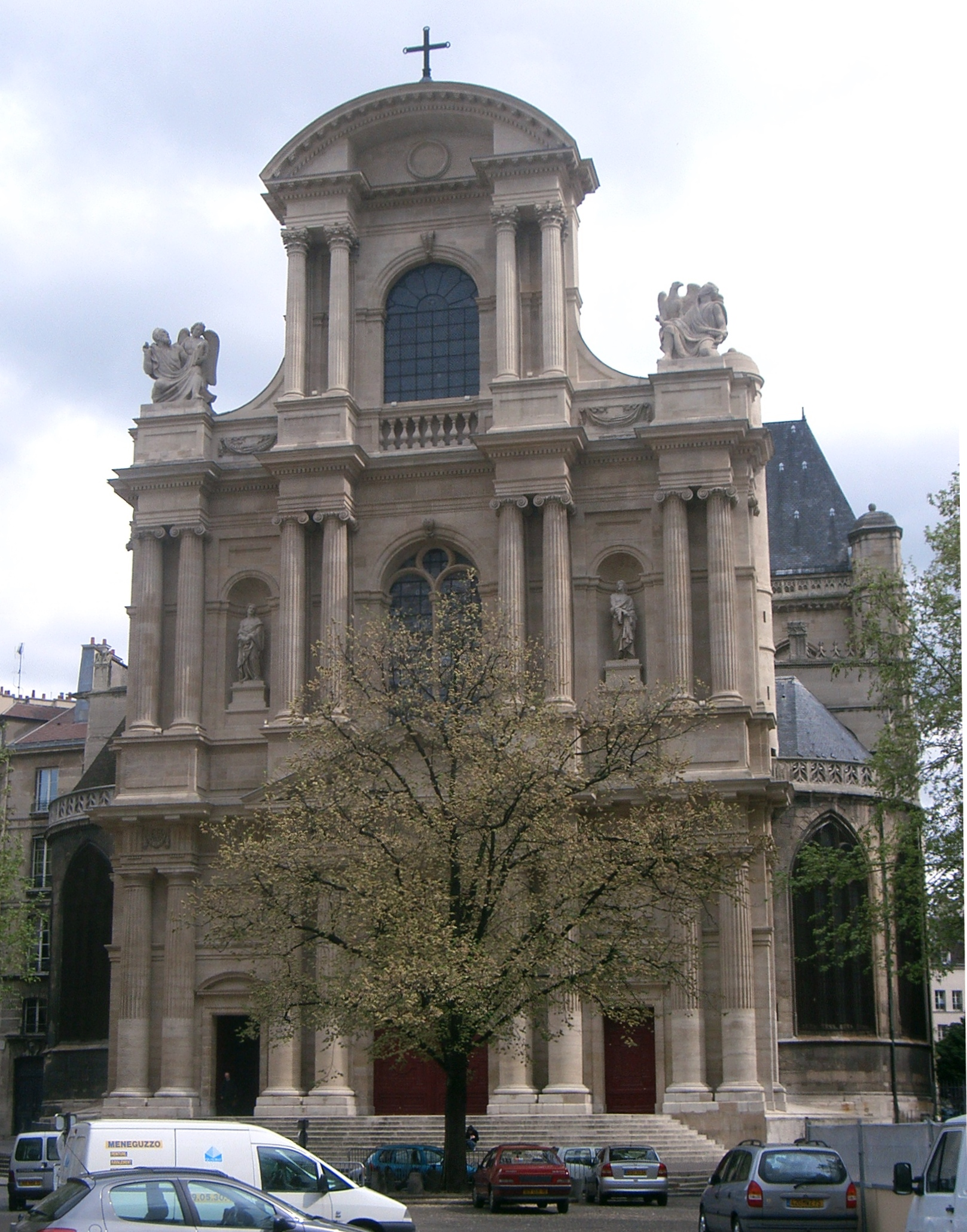
Kościół St-Gervais-et-St-Protais

Salomon de Brosse (ur. 1571, zm. 9 grudnia 1626 w Paryżu) – francuski architekt. Jeden z ważniejszych architektów początku XVII wieku we Francji. Jego twórczość stanowi wstęp do francuskiej architektury barokowej. Projektowane przez niego budowle nawiązują jeszcze do form renesansowych; w charakterze są klasycyzujące i powściągliwe.

## Dokonania
Głównym dziełem de Brosse'a jest Pałac Luksemburski w Paryżu wzniesiony dla Marii Medycejskiej w latach 1615-1624. Budynek składa się z głównego corps-de-logis, bocznych traktów i niskiego skrzydła wejściowego. Poszczególne części budynku są wyraźnie oddzielone, co podkreślają także niezależne od siebie dachy. Fasada jest rustykowana; ten sposób kształtowania lica muru zaczerpnięty został z Palazzo Pitti we Florencji. W prawym skrzydle pałacu został umieszczony cykl obrazów przedstawiający życie Marii Medycejskiej, wykonany przez Rubensa (1622-1625), obecnie w Luwrze. W lewym skrzydle miał mieścić się niezrealizowany cykl Henryka IV.
Był także autorem pałaców: Coulommiers (1613) i Blérancourt (1614-1619). W tym drugim de Brosse zerwał z dotychczas obowiązującym we Francji typem pałacu w kształcie U, redukując go do głównego korpusu i rezygnując ze skrzydeł bocznych. Wyznaczyło to drogę dalszego rozwoju tego typu architektury.
Architekt zaprojektował fasadę kościoła St-Gervais-et-St-Protais w Paryżu (1616-1621), trzykondygnacyjną, nawiązującą zarówno do tradycji francuskich, jak i włoskich. Po raz pierwszy we Francji pojawiło się tu spiętrzenie porządków.

## Lista dzieł
- Świątynia protestancka w Charenton, 1606 (zburzona)
- Pałac w Coulommiers, 1613
- Pałac w Blérancourt, 1614-1619
- Pałac Luksemburski w Paryżu, 1615-25
- Fasada kościoła St-Gervais-et-St-Protais w Paryżu, 1616-1621
- Parlement de Bretagne w Rennes, 1618
- Akwedukt w Arcueil, 1624
- Wielka sala Palais de Justice w Paryżu, 1619-1622